# Oh!PC

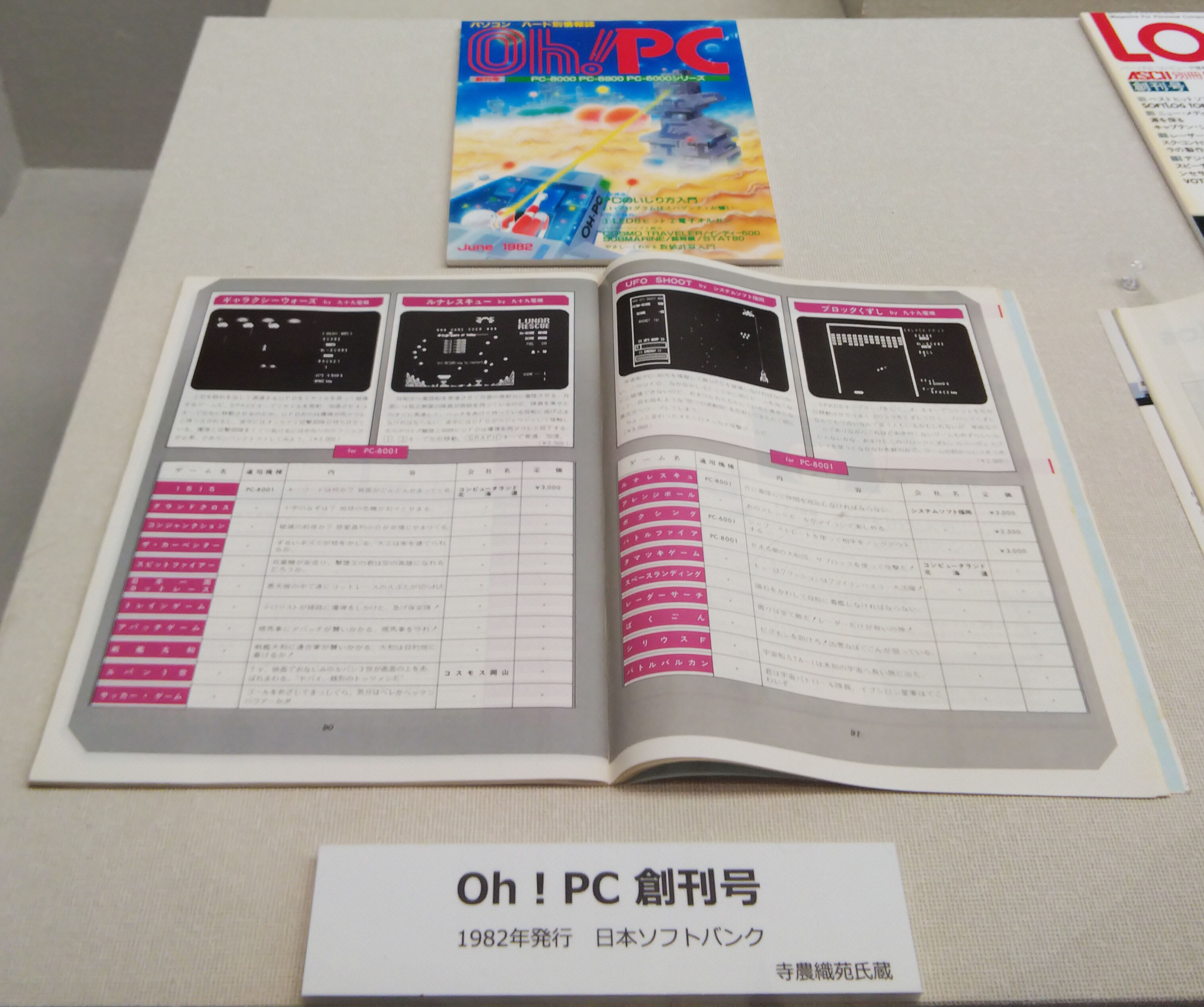
Oh!PC 創刊号（1982年）

『Oh!PC』（オー!ピーシー）とは、かつてソフトバンクパブリッシング（現・SBクリエイティブ）が発行し、日本ソフトバンク（現・ソフトバンクグループ）が発売していたコンピュータ関連雑誌。

## 概要
1982年創刊（1982年6月号）。特定のメーカーに特化したパソコン誌として、同時に創刊された『Oh!MZ』（のちの『Oh!X』）とともに注目される。
月刊（1982年〜1989年）→月2回刊（1989年〜1998年7月1日・15日合併号）→月刊（1998年8月号〜2000年8月号）と変遷している。
主たる記事は日本電気（NEC）製のパソコンに特化した編集内容で、当時の新紀元社が発行する『PCマガジン』と編集方針が競合していた。
その後NEC製パソコンがPC-98シリーズからPC-9821シリーズを経て、PC98-NXシリーズに主軸が移り、またOSがMicrosoft Windows（以下Windows）主体となった等、NECに特化する価値が薄まった背景もあり、末期にはPC/AT互換機などを対象とする記事も掲載されるようになった。Oh!シリーズの中では最後まで刊行を続けたものの、2000年、休刊（2000年8月号、事実上の廃刊）。
Windowsの台頭を受け、機種固有の情報の価値は薄くなり、PC-98シリーズで、PC/AT互換機用のパーツを使用したり、別メーカーの構成の似たボードのドライバの流用など、末期にはライセンスや、保証に反する記事も多々見られ、メーカー側ではドライバの自社製品チェックを厳しくするような状況も作った。

## 記事の例
連載
8001MKII機能拡張シリーズ
スーパー88シリーズ
MS-DOS機能拡張シリーズ
機械語、マシン語、真心語
PC工作入門
やっぱりBASIC
ゲームプログラム
倉庫番エディタ
帆船シミュレータ（サウザンティス号の冒険）
T.N.T. Bomb Bomb